# Olenecamptus octomaculatus
Olenecamptus octomaculatus är en skalbaggsart som beskrevs av Stefan von Breuning 1940. Olenecamptus octomaculatus ingår i släktet Olenecamptus och familjen långhorningar. Inga underarter finns listade i Catalogue of Life.